# Don Siegelman

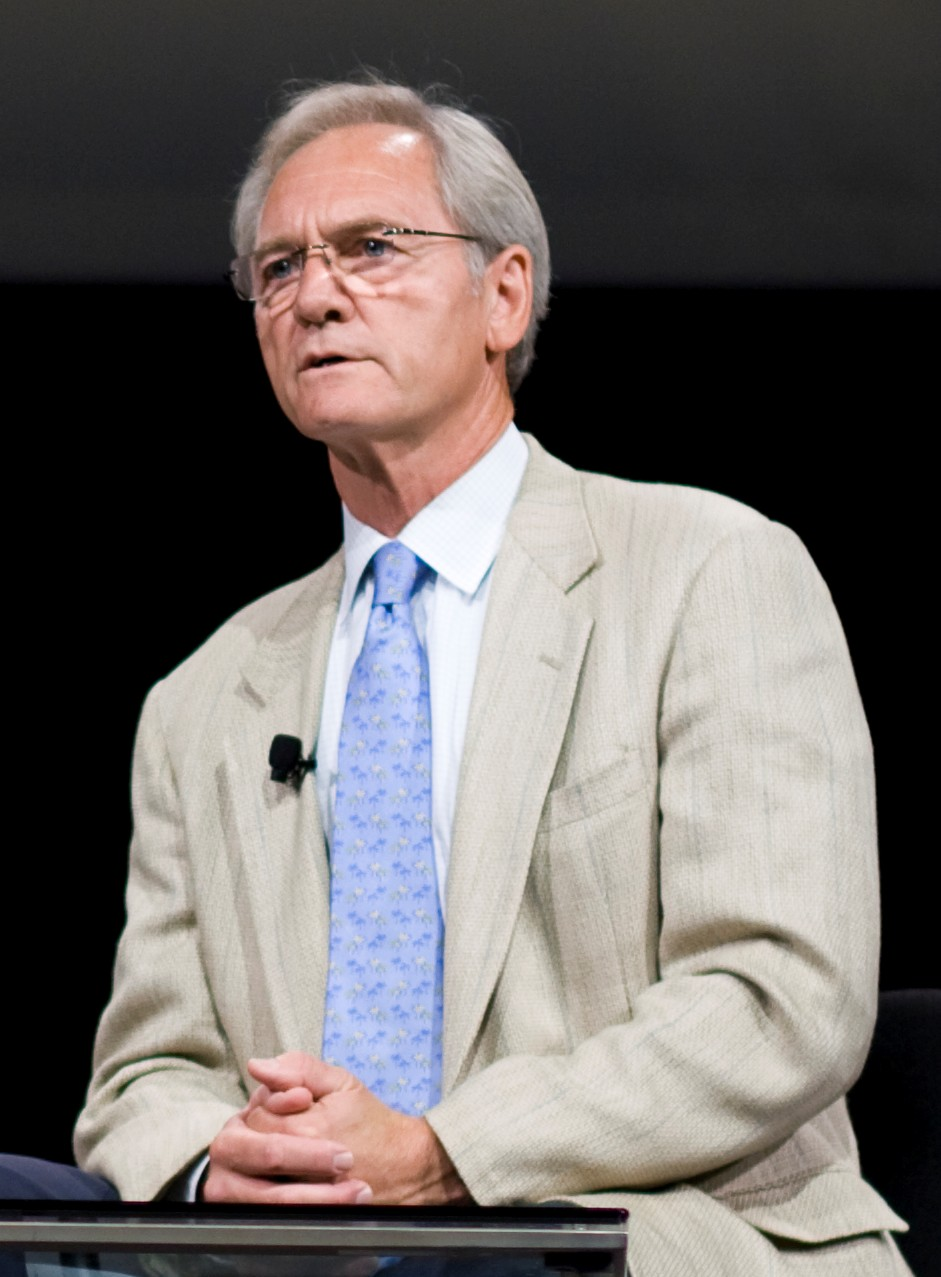
Don Siegelman (2008)

Donald Eugene „Don“ Siegelman (* 24. Februar 1946 in Mobile, Alabama) ist ein ehemaliger US-amerikanischer Politiker der Demokratischen Partei und Rechtsanwalt. In Alabama war er Secretary of State, Attorney General, Vice Gouverneur, Gouverneur - und ist damit die einzige Person, die alle vier Ämter innehatte. Nach Ende seiner Amtszeit wurde Siegelman unter anderem wegen Bestechlichkeit zu einer mehrjährigen Haftstrafe verurteilt.

## Frühe Jahre
Don Siegelman wurde 1946 als Sohn von Andrea und Leslie Bouchet Siegelman, Sr. in Mobile, Alabama geboren. Dort besuchte er die Grundschule und High School.
Siegelman erlangte einen Bachelor-Abschluss in Politikwissenschaften. Er graduierte 1968 an der University of Alabama mit einem Bachelor-Abschluss in Politikwissenschaften. Anschließend schloss er ein Studium der Rechtswissenschaften 1972 an der Georgetown University School of Law ab. Ergänzend schloss sich von 1972 bis 1973 ein Studium im Internationalem Recht an der University of Oxford in England an. Er war zwischen 1979 und 1987 Secretary of State von Alabama. Danach war er von 1987 bis 1991 Attorney General sowie von 1995 bis 1999 Vizegouverneur des Staates.

## Gouverneur von Alabama
Siegelman bewarb sich 1990 um die Nominierung seiner Partei als Gouverneur von Alabama, scheiterte aber in der Stichwahl der Primary an Paul R. Hubbert. 1994 wurde er zum Vizegouverneur und 1998 zum Gouverneur gewählt, wobei er sich mit 57,5 Prozent der Stimmen gegen den republikanischen Amtsinhaber Fob James durchsetzte und der erste demokratische Amtsinhaber wurde. Er trat im Januar 1999 das Amt an. Durch seine Arbeit für das Bildungswesen, die Kinderserviceleistungen, die wirtschaftliche Entwicklung und die Förderung von verbrechensvorbeugenden Einrichtungen einschließlich des Autofahrens unter Alkoholeinfluss, sowie der häuslichen Gewaltvorbeugung, erlangte er Bekanntheit. Die erste Verordnung, die er als Gouverneur unterzeichnete, war eine Verfügung des Präsidenten (executive order) zur Beseitigung transportabler Klassenzimmer in öffentlichen Schulen, sowie den Bau von neuen sicheren Klassenzimmern für Schulkinder. Er unterzeichnete auch einen Gesetzesentwurf zur Anhebung der Lehrervergütung auf den nationalen Durchschnitt und beseitigte die Mindestlaufzeitbeschränkung für Schuldirektoren. Er setzte die national anerkannte Alabama Reading Initiative in 429 Schulen um und unterstützte die Entlohnung von Schulen, die Alabamas Bildungsvorgaben einhielten und überstiegen. Siegelman hielt auch seine Zusage gegenüber den Kindern durch die Schaffung des ersten Kinderbeauftragten, sowie des Kinderkabinetts, ein. Außerdem schuf er das Office of School Readiness, um frühe Lernmöglichkeiten für Vierjährige im ganzen Staat zu unterstützen.
Er unterzeichnete auch eine Anzahl von Gesetzen bezüglich häuslicher Gewalt, einschließlich eines, das häusliche Gewalt in Alabama zum Verbrechen macht. Ferner setzte er auch härtere Strafen bezüglich des Alkohol- oder Drogenmissbrauchs am Steuer durch, einschließlich der für Erwachsene, die betrunken mit einem Kind im Auto fahren. Er erweiterte auch den Industriezweig jenseits des Staates durch Bekanntgabe der Geschäftsorte, betreffend Honda, Navistar, Fiat, Boeing, Toyota, Lockheed Martin und dem expandierenden Mercedes. Außerdem war er auch förderlich in der erlassenden Schadenersatzsrechtsreform, einschließlich der Begrenzung der Schadenersatzsumme, sowie der Gründung einer Task Force, die den Auftrag hatte, Alabamas ersten Langzeitstrategieplan für Wirtschaftswachstum zu entwickeln. Außerdem führte er auch den Vorsitz des NGA's Committee on Economic Development and Commerce.

## Strafprozess
Nach Ende seiner Amtszeit wurde Siegelman im Mai 2005 in einem umstrittenen Strafverfahren der Bestechung, Verschwörung, des Postbetrugs sowie der Behinderung der Justiz während seiner Amtszeiten als Vize- und Gouverneur angeklagt. Die Anklage warf Siegelman unter anderem vor, von Richard Scrushy, dem Geschäftsführer von Klinik-Betreiber HealthSouth, eine 500.000-Dollar-Spende für seine Kampagne zur Einführung einer Lotterie im Gegenzug für einen Sitz Scrushys in einem staatlichen Regulierungsgremium im Gesundheitswesen erhalten zu haben. Siegelman vertrat die Ansicht, es handele sich um ein politisch motiviertes Vorgehen.
Siegelman wurde darüber hinaus Postbetrug vorgeworfen durch die Entgegennahme von Bestechungsgeldern des Geschäftsmann Clayton Young im Gegenzug für die Förderung von dessen Geschäftsinteressen. Im Juni 2006 wurde Siegelman durch ein Bundesgericht wegen Bestechung, vier Fällen von Betrug mit ehrlichen Diensten (honest services wire fraud), Verschwörung und Postbetrugs verurteilt. Seine Strafe wurde im Juni 2007 auf 88 Monate Gefängnis und eine Geldstrafe in Höhe von 150.000 USD festgesetzt. Siegelman wurde noch im Gerichtssaal in Gewahrsam genommen.
Im März 2008 wurde aufgrund von erheblichen Tatsachen- und Rechtszweifeln die Verurteilung wegen Postbetrugs in zwei Fällen in dem Berufungsverfahren aufgehoben und der ehemalige Gouverneur auf Kaution freigelassen. Es formte sich eine Unterstützungskampagne, in welcher auch der ehemalige Vizepräsident Al Gore zu Spenden für die Kosten der Verteidigung Siegelmans aufrief, um weitere Berufungsprozesse zu finanzieren. Kernfrage blieb, inwiefern Spenden an Politiker eine Strafbarkeit nach sich ziehen können.

## US-Supreme-Court-Entscheidung zu Spendengeldern
Im Juni 2012 bestätigte der US Supreme Court die Rechtmäßigkeit der Vorinstanz. Siegelman hatte während der gesamten Verfahren seine Unschuld beteuert und eine Absprache zwischen ihm und Scrushy stets bestritten. Die Frage, welche somit zur Entscheidung des Supreme Court anstand, war, ob eine Spendenzahlung, auch ohne explizites Versprechen einer staatlichen Gegenleistung, den Tatbestand einer Bestechung erfüllen könne. Die Verteidiger des Ex-Gouverneurs beriefen sich darauf, dies sei rechtlich nicht möglich. Das Justizministerium vertrat die Argumentation, dass die beiden Angeklagten in korrupter Absicht gehandelt hätten und gemeinsam versuchten, das Kampagnengeld in einem geheimen Bankkonto vor der Öffentlichkeit zu verstecken.
In einem weiteren Berufungsverfahren vor einem US District Court wurde die Verurteilung wegen honest services wire fraud aufgehoben. Es verblieben die Verurteilungen wegen Bestechung, Verschwörung, Postbetrugs in drei Punkten. Die Gefängnisstrafe wurde um 10 Monate auf 78 Monate runtergesetzt. Zusätzlich wurde Siegelman nach der Haftstrafe auf drei Jahre Bewährung, zur Zahlung einer Entschädigung und Bußgeldern verurteilt, sowie zur Ableistung von 500 Stunden Sozialdienst. Ein weiteres Berufungsverfahren im Mai 2015 verlief erfolglos, ebenso wie der Brief von 100 ehemaligen Generalstaatsanwälten an den Präsidenten Barack Obama zur Begnadigung Siegelmans.
2017 wurde er aus der Haft im Bundesgefängnis entlassen und unter Hausarrest gestellt. Nachdem Siegelman im Jahr 2021 seine Zulassung wiedererlangte, erklärte er, wieder als Rechtsanwalt praktizieren zu werden.

## Familie
Don Siegelman ist mit Lori Allen verheiratet; sie haben zwei gemeinsame Kinder.